# Dankowice Trzecie
Dankowice Trzecie – wieś w Polsce, położona w województwie śląskim, w powiecie kłobuckim, w gminie Krzepice.
W latach 1975–1998 miejscowość administracyjnie należała do województwa częstochowskiego.

## Nazwa
Nazwę miejscowości w zlatynizowanej staropolskiej formie Dankowycze villa wymienia w latach (1470–1480) Jan Długosz w księdze Liber beneficiorum dioecesis Cracoviensis. W okresie tym nie rozróżniano Dankowic Pierwszych, Drugich, Trzecich oraz Piasków. Rozdział tych miejscowości nastąpił później.